# Yasin Hamed
Yasin Hamed (Nagyszalonta, 1999. szeptember 12. –) szudáni válogatott labdarúgó, a líbiai Al-Ittihad középpályása.

## Pályafutása

### Klubcsapatokban
Hamed a román ASA Tîrgu Mureș akadémiáján nevelkedett, a felnőtt csapatban 2016-ban mutatkozott be. 2017-ben a román élvonalbeli Pandurii Târgu Jiu labdarúgója volt. 2018-ban igazolta le őt a román élvonalbeli Sepsi OSK Sepsiszentgyörgy csapata. 2020. július 23-án bejelentették, hogy a Nyíregyháza Spartacus-ban folytatja a pályafutását. 2023. július 7-én bejelentették, hogy egy csereüzlet keretében a Győri ETO FC-hez igazol.

### A válogatottban
2019. november 13-án mutatkozott be a szudáni válogatottban.

#### Mérkőzései a szudáni válogatottban
| #   | Dátum               | Ellenfél             | Eredmény | Kiírás                             | Esemény     |
| --- | ------------------- | -------------------- | -------- | ---------------------------------- | ----------- |
| 1.  | 2019. november 13.  | São Tomé és Príncipe | 4 – 0    | ANK-selejtező                      | 77'         |
| 2.  | 2020. október 9.    | Tunézia              | 0 – 3    | Barátságos mérkőzés                | a szünetben |
| 3.  | 2021. június 11.    | Zambia               | 3 – 2    | Barátságos mérkőzés                | 65'         |
| 4.  | 2021. június 13.    | Zambia               | 0 – 1    | Barátságos mérkőzés                | 79'         |
| 5.  | 2021. június 19.    | Líbia                | 1 – 0    | FIFA Arab-kupa rájátszás           | 64' 90+2'   |
| 6.  | 2021. szeptember 2. | Marokkó              | 0 – 2    | Vb-selejtező                       | 64' 90+2'   |
| 7.  | 2021. szeptember 7. | Bissau-Guinea        | 2 – 4    | Vb-selejtező                       | a szünetben |
| 8.  | 2022. január 11.    | Bissau-Guinea        | 0 – 0    | Afrikai nemzetek kupája-csoportkör | 67'         |
| 9.  | 2022. január 15.    | Nigéria              | 1 – 3    | Afrikai nemzetek kupája-csoportkör | 64'         |
| 10. | 2022. január 19.    | Egyiptom             | 0 – 1    | Afrikai nemzetek kupája-csoportkör | a szünetben |
| 11. | 2023. november 16.  | Togo                 | 1 – 1    | Vb-selejtező                       | a szünetben |